# George Shaw
George Kearsley Shaw, född 10 december 1751 i Bierton i Buckinghamshire, död 22 juli 1813 i London, var en engelsk botaniker och zoolog. Han gjorde bland annat stora insatser i kartläggningen av Australiens flora och fauna, och var en av de första som beskrev näbbdjuret.